# Atlantis (Gerhart Hauptmann)

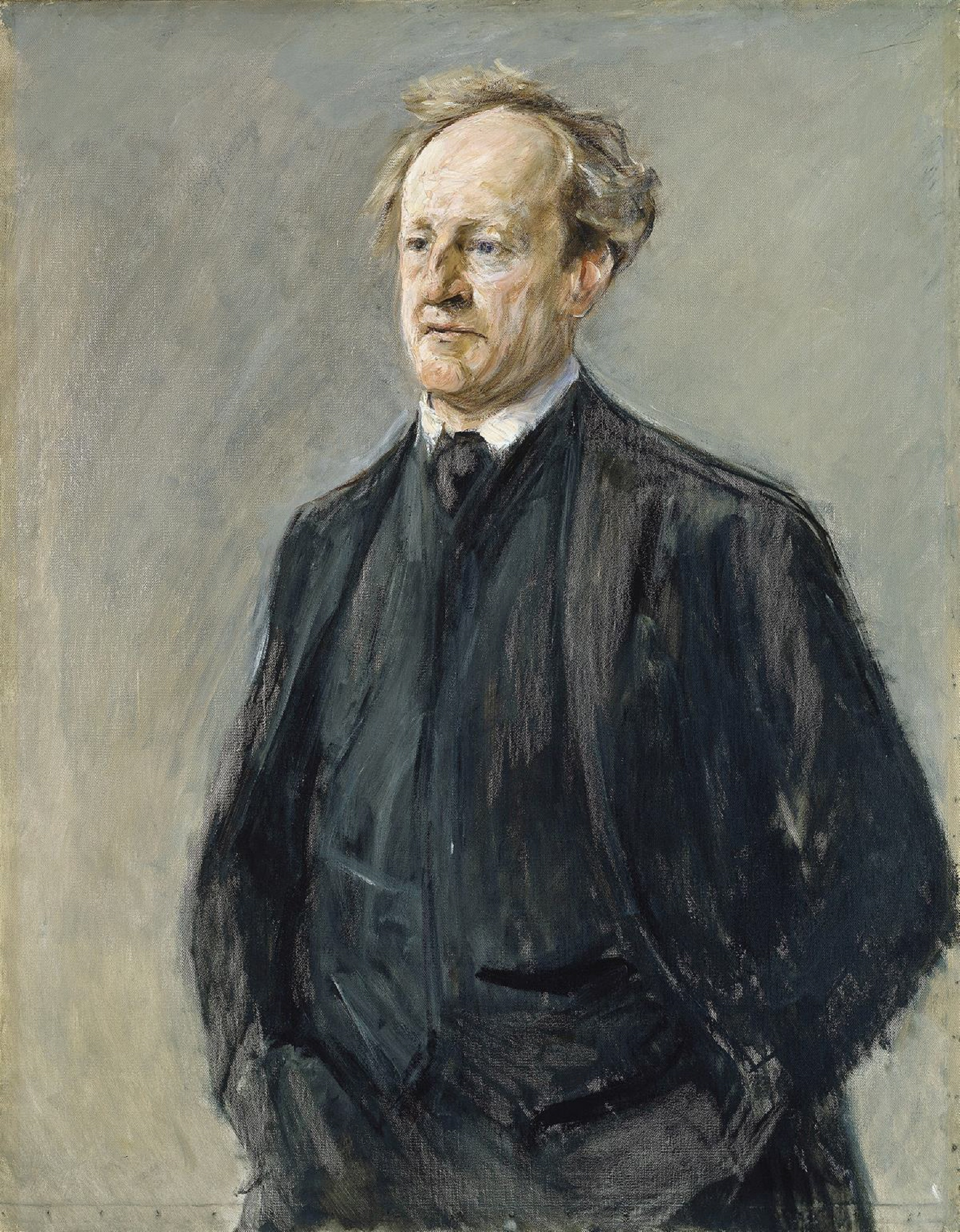
Hauptmann-Porträt von Max Liebermann (1912)

Atlantis ist der Titel eines 1912 publizierten Romans von Gerhart Hauptmann über die Lebenskrise des Arztes Friedrich von Kammacher, die durch die psychische Krankheit seiner Frau und die Faszination von einer 16-jährigen Tänzerin ausgelöst wird. Er bricht mit seiner Vergangenheit und folgt seinem Idol in die USA. Nach dem Untergang des Ozeanschiffes und der Rettung der beiden gerät der Protagonist in ein sexuelles zerstörerisches Abhängigkeitsverhältnis. Mit Hilfe einer Freundin kann er sich von seiner Obsession befreien und einen neuen Lebensstil entwickeln.

## Überblick
Hauptmanns Roman besteht aus zwei Teilen: Erstens die mit einem Schiffbruch endende Nordatlantikfahrt des Arztes Friedrich von Kammacher in die USA. Zweitens seine Orientierungssuche nach einem neuen Leben im Künstlermilieu New Yorks und in der Einsamkeit Connecticuts mit dem Ergebnis, nach Europa zurückzukehren.
Nach einer Ehekrise, die mit dem Selbstmord seiner psychisch kranken Frau endet, und einem wissenschaftlichen Misserfolg einerseits und andererseits durch die Faszination von der 16-jährigen Tänzerin Ingigerd Hahlström will Kammacher mit Europa brechen und in den USA einen Neubeginn versuchen. Auslöser ist die Gastspielreise Ingigerds mit dem Dampfer „Roland“ nach New York. Kammacher bucht kurzentschlossen eine Kabine auf dem Schiff, um seinem Idol näherzukommen. Doch anstelle des unschuldigen Mädchens seiner Phantasie lernt er die Künstlerin als launisch-kapriziöse, von Männern umschwärmte und von einem Gönner finanzierte Femme fatale kennen, die seine Missionierungsversuche, den unsteten Varieté-Betrieb aufzugeben, ablehnt. Gleichzeitig versteht sie es aber, ihn an sich zu fesseln. Die Überfahrt wird durch eine stürmische See erschwert. Die „Roland“ stößt mit einem Wrack zusammen und sinkt. Nur wenige Passagiere, darunter Kammacher und Ingigerd, überleben und werden gerettet.
In New York fühlt sich Kammacher, da Ingigerds Vater und ihr Gönner ertrunken sind, als ihr Beschützer. Sie bindet ihn an sich und wird mit ihm intim. Er setzt seine Besserungsversuche fort und schlägt ihr ein gemeinsames Leben vor. Doch sie hält an ihrer bereits auf dem Schiff geäußerten Vorstellung, sich nicht an einen einzigen Mann zu binden, fest. Vielmehr will sie das mediale Interesse an ihrem Schicksal für ihre Karriere als Tänzerin ausnutzen, und sie setzt ihren Willen nach Vertragsstreitigkeiten mit dem Varieté und dem Wechsel zu einer anderen Agentur durch. Kammacher ist von dieser Entwicklung enttäuscht, zumal er sich in der Neuen Welt entwurzelt und orientierungslos fühlt. Ein Bekannter bringt ihn bei einer Künstlergruppe unter. Er versucht sich als Bildhauer, aber ihn stößt das amerikanische Geschäfts- und Vermarktungsmodell ab, an dem sich auch die Künstler orientieren müssen. In dieser Situation sind sein Studienfreund Peter Schmidt und die Bildhauerin Eva Burns seine Stützen. Der Arzt Schmidt lädt ihn zu sich nach Meriden in Connecticut ein und in der ländlichen Einsamkeit erholt sich Kammacher von einer schweren Nervenkrise. Eva Burns hat bereits in New York mit einer kreativen Therapie und ihrer bodenständigen Lebensstrategie die Lösung Kammachers aus der Hörigkeit von Ingigerd und seine Befreiung aus seinem Weltschmerz eingeleitet. In Meriden pflegt sie ihn gesund, und beide kehren nach Deutschland zurück, um zu heiraten und sich um Kammachers drei Kinder zu kümmern.

## Inhalt

### Vorgeschichte
Zu Beginn des Romans ist die Hauptfigur, der 31-jährige Arzt Dr. Friedrich von Kammacher, auf dem Weg nach Southampton, um dort dem deutschen Post- und Schnelldampfer „Roland“ zuzusteigen. Zur Reise hat er sich spontan entschieden, als er die Nachricht erhielt, dass sein Idol, die 16-jährige Tänzerin Ingigerd Hahlström, am 23. Januar 1892 von Bremen aus zu einem Engagement nach New York aufgebrochen ist. Das weißblonde Mädchen mit dem Madonnengesicht hat ihn in Berlin mit ihrer Vorstellung „Mara oder das Opfer der Spinne“, die er sich achtzehnmal ansah, fasziniert: Als elfenartiges Märchenwesen, das eine Blume besucht, gerät sie in das Fädengeflecht einer Spinne, das sie erdrosselt. Kammacher betrachtet die Tänzerin als „Inkarnation kindlicher Reinheit“. Diese Begegnung fiel zeitlich zusammen mit einer Lebenskrise des Arztes. Er galt als große wissenschaftliche Begabung und hatte sich „auf bürgerliche Weise“ auch familiär erfolgreich etabliert, doch durch die Psychose seiner Frau ist seine Familie in Unordnung geraten. Dazu kam seine offenbar fehlerhafte Untersuchung des Milzbranderregers, die fachwissenschaftlich kritisiert wurde. So gab Kammacher seine Praxis und die bakteriologischen Untersuchungen auf, verkaufte sein Haus in Plassenberg, gab seine drei Kinder, Albrecht, Bernhard, Annemarie, bei Pastor Mohaupt in Pension und brachte seine hereditär (genetisch) nervenkranke Frau Angele in Pflege beim Kollegen Binswanger unter. Zu Beginn seiner Reise ist er „recht angewidert von den Hanswurstiaden dieser Welt […] Beinahe die ganze Welt, jedenfalls aber Europa ist für [ihn] eine stehengebliebene kalte Schüssel auf einem Bahnhofsbüfett, die [ihn] nicht mehr reizt.“

### Nordatlantikreise
So beginnt er seine Fahrt in Gedanken an „ein Wirrsal von schmerzlichen, zum Teil einander bekämpfenden Erinnerungen […] einander verdrängend, in einer unablässigen Jagd“: „Draußen [liegt] der unendliche Ozean. – Man [kann] nicht anders in einem solchen Augenblick, als ihn nächtlich und finster vorstellen! – eine furchtbare Macht, die dem Menschen und dem Werke der Menschen feindlich ist.“ Aber das mächtige, haushohe Schiff und die Mannschaft machen auf Friedrich einen vertrauenserweckenden Eindruck: „Nun lieber Roland […] du bist ein Kerl, der es mit dem Ozean aufnehmen wird.“ Die Mannschaft ist „eine Sammlung prächtiger Menschen, vom Offizier bis zu Steward herab, alles große und auserlesene Leute, dazu von einem Gesichtsschnitt, der ebenso kühn als schlicht, ebenso klug als treuherzig anmutet[-]. Friedrich von Kammacher sagt[-] sich, dass es doch wohl noch etwas wie eine deutsche Nation gebe, und fühlt[-] zugleich Stolz und vertrauende Sicherheit.“ Dieses Vertrauen in die große Maschine und die erfahrenen Seeleute aktiviert Kammacher immer wieder, wenn das Schiff sich im stürmischen Seegang schwer bewegt und kaum voranzukommen scheint, wenn die schwankenden Passagiere sich bei jedem Schritt sichern müssen, Porzellan- und Glasbruch in der Küche zu hören ist, die Seekranken nicht mehr ihre Kabinen verlassen können und die Nebelhörner in regelmäßigen Abständen Warnsignale geben. Einige Passagiere, u. a. der Artist Artur Stoß, sorgen sich, ob sie rechtzeitig am 1. Februar in Hoboken ankommen werden. In Kammachers Träumen zeigen sich Untergangsängste. Schon nach zwei Tagen empfindet er die Reise als kleine Strapaze und das Sturmwetter und der Nebel nehmen im Lauf der Reise zu.
Kammacher fühlt sich auf der Reise in die neue Welt, wie er dem Schiffsarzt erzählt, als „echtes Kind [s]einer Zeit“ und „Mensch von Bedeutung“ der „führende[n] europäische[n] Mischrasse“, in dem „der Papst und Luther, Wilhelm der Zweite und Robespierre, Bismarck und Bebel, der Geist eines amerikanischen Multimillionärs und die Armutsschwärmerei, die der Ruhm des heiligen Franz von Assisi ist“, stecken. Er kommt sich ebenso zerrissen vor, „wie die Menschheit im ganzen ist“: „Ich bin der wildeste Fortschrittler meiner Zeit und der allerwildeste Reaktionär und Rückschrittler. Der Amerikanismus ist mir verhasst, und ich sehe in der großen amerikanischen Weltüberschwemmung und Ausbeuterherrschaft doch wieder etwas, was einer der berühmtesten Arbeiten des Herkules im Stall des Augias ähnlich ist.“

### Passagiere
Kammachers innere Unruhe zeigt sich an seinem häufigen Wechsel zwischen seiner 1. Klasse-Kajüte, dem großzügigen Salon, in dem sich die Passagiere zu den vom Orchester begleiteten reichlichen Mahlzeiten treffen, dem Rauchsalon der Kartenspieler, dem Damensalon und dem Deck. Nachts hat er wirre Träume, in denen verschiedene Figuren seines Lebens und der Ozeanreise auftreten. Er ist als Arzt und Wissenschaftler Teil der Schiffs-Oberschicht, trifft auf ihm bekannte Prominente und erhält an der Tafel von Kapitän von Kessel einen bevorzugten Platz in der Nähe der Offiziere neben dem Schiffsarzt Wilhelm. Kessel zeigt ihm persönlich das Karten- und Ruderhaus. Wilhelm wird zu seinem Führer auf der „Roland“ und nimmt den Kollegen mit zu seinen medizinischen Einsätzen. Dadurch lernt Kammacher die Klassengesellschaft des Schiffes kennen: Das Menschengewimmel der armen Auswanderer auf dem Zwischendeck, u. a. Familien russischer Juden und die Heizer im Kesselraum, die sich als „moderne Maschinensklaven“ ihre Überfahrt verdienen und bei einem Unglück sofort durch andere Arbeiter ersetzt werden. Kammacher verliert sich selbst in eine sexuelle Beziehung mit einer entwurzelten klassenkämpferischen 17-jährigen russischen Jüdin aus dem Zwischendeck, als sie sich von ihm wegen eines schwer stillbaren Nasenblutens behandeln lässt.
Kammacher beobachtet auf seinen Wegen durch das Schiff die Passagiere und macht sich so ein Bild von der heterogenen Gesellschaft, die in der 1. Klasse ihren Status demonstriert. Er erhält von den Mitreisenden und dem Personal die verschiedensten Informationen aus der Gerüchteküche, in die er bald durch seine vermutete Beziehung zur Tänzerin hineingerät. Der Schiffsarzt erzählt ihm aus seinen Erfahrungen von den unterschiedlichen Motiven der zusammengewürfelten Reisegesellschaft, z. B. von schwangeren Mädchen, die einen Abort beabsichtigen, und diskutiert mit ihm die Frauenfrage. Wilhelm positioniert sich gegen die Frauenrechtlerinnen und vertritt die von der Natur gegebene Rolle als Mutter: Die Macht der Frau liege im Mutterrecht. Im Rauchsalon werden die Themen der Zeit kontrovers mit Urteilen und Vorurteile diskutiert: u. a. die alleinseligmachende Kraft der Wissenschaft, das Unterwasserkabel zwischen Europa und Amerika zum Versenden von Depeschen, die wirtschaftliche Depression in den USA und ihre Ursachen, der Vergleich zwischen dem „Amerikaner“ als Geschäftsmann und dem europäischen Kulturmenschen.

### Mara – Ingigerd
Seinen Tischnachbarn gegenüber verschleiert Kammacher den Grund seiner Reise und täuscht, auch sich selbst, einen Besuch bei seinem Freund Peter Schmied und das Naturerlebnis der Niagarafälle vor. Ingigerds Vater gegenüber stellt er ihre Begegnung auf dem Schiff als Zufall dar. Durch dieses erfundene Reisemotiv befreit er sich zeitweise aus seinen Zwangsvorstellungen und fühlt sich anfänglich am Deck im salzigen Seewind frei und gesund.
Doch dieses Lebensgefühl ändert sich nach den ersten Begegnungen mit Hahlström und seiner Kartengesellschaft im Rauchersalon und den Informationen des armlosen Fußartisten Artur Stoß: Hahlström habe einen wechselhaften zwielichtigen Lebenslauf und sei nicht nur Manager seiner Tochter, sondern verkaufe sie an reiche Gönner, z. Zt. an den etwa 35-jährigen Baumeister Achleitner aus Wien, angeblich Ingigerds Onkel oder Verlobter, aber nach Stoß ihr aktueller Finanzier. Stoß vergleicht stolz seine und die Situation der ausgehaltenen Kollegin. Der armlose Geigenspieler und Kunstschütze ist seit 20 Jahren erfolgreich, hat ein Vermögen erworben und finanziert Familie und Verwandte in Wien und seinen Burschen Bulke.
Als die seit Bremen seekranke Ingigerd zum ersten Mal an Deck auftaucht, kann Kammacher selbst die Gerüchte überprüfen. Sie ist immer von Verehrern umringt und Achleitner umsorgt und bewacht sie eifersüchtig. Zur Milderung ihrer Übelkeit hat er für sie die höher gelegene Deck-Kabine des ersten Steuermanns gemietet. Bei diesen Beobachtungen kommt es Kammacher sonderbar vor, „mit diesem großen Menschentransport zu gleichem Wohl und Wehe verfrachtet zu sein und nach dem neuen Erdteil befördert zu werden. Niemals im Leben hatte er, wie jetzt, das Gefühl gehabt, eine willenlose Puppe des Schicksals zu sein.“ Mehrmals wechseln lichte Illusionen mit dunklen Befürchtungen. Einerseits ist er glücklich, mit Ingigerd im selben Schiff zu sein, und er glaubt dann nicht Stoß‘ Spekulationen. Aber diese Gerüchte bringen seinen Glauben an Ingigerds „Unberührtheit ins Schwanken“ und sind für ihn die „Ursache martervoller Stunden und mancher schlaflosen Nacht“. Eifersüchtig wird er sich des „versklavte[n] Zustand[s] seines Inneren“ bewusst. In einem Traum wohnt er in seinem „quietistischen Ideal“, einer einsamen Blockhütte, aber die „kleine[-] Teufelin Mara“ hat sich bei ihm eingenistet. Darauf steigt er im Geist in eine noch verlassenere Gegend und lebt dort als Eremit, betet und ernährt sich von Wurzeln und Nüssen.
Ingigerd hat ständig das Bedürfnis, ihre Bekannten mit kleinen Aufträgen auf sich aufmerksam zu machen und an sich zu binden: „als ob die nackten Heloten, die unten am Grunde des Schiffes Kohlen in die Weißglut schleuderten, nur schwitzten, um dieser kindlichen Venus dienstbar zu sein. Als ob Kapitän und Offiziere die Paladine der Königin, die übrigen ihr Gefolge wären.“. So spricht sie auf Deck auch den an ihr vorbeiflanierenden Kammacher an, dessen Interesse sie bereits in Berlin bemerkt hat und dessen schüchterne Zurückhaltung sie offenbar reizt. Auf ihre kokette Art provoziert sie ihn mit Äußerungen einer Femme fatale und versucht sein Bild von ihrer ungetrübten Distinguiertheit zu korrigieren: „Zehnmal lieber verrufen zu sein und nach eigenem Gefallen leben, als sterben vor Langeweile und dabei im besten Rufe stehen. […] Niemand solle sich Sachen über sie einbilden. Jeder, der mit ihr umgehe, müsse genau wissen, wer sie sei.“ Kurz darauf lässt sie Kammacher zu sich in ihre neue Kabine rufen. Sie greift das Thema ihres letzten Gesprächs wieder auf und ergänzt, „[s]ie glaube an nichts als an sich selber. Das Leben sei kurz, und danach komme nichts. […] Wer sich einen Genuss versage, der sündige gegen sich und betrüge sich.“ Kammacher kann sich nicht erklären, wieso er sich bei ihren Worten nicht von der Keuschheits-Idee freimachen kann und warum, „jede ihrer kapriziösen Bewegungen und Bemerkungen“ für ihn nur „ihre rührende Hilflosigkeit“ erhöht. „Alle Liebe ist Mitleid!“ Er rät ihr, sich vom Tingeltangel, das sie körperlich und moralisch ruiniere, zu befreien und auf einer einsamen Farm gesund zu werden, aber sie lacht nur über seinen Missionierungsversuch.

### Schiffbruch
Die „Roland“ gerät in einen Wirbelsturm, die Maschine setzt aus und die Passagiere fürchten sich vor einem Zusammenstoß mit einem im Meer treibenden Wrack. Auch Kammacher hat Angst um sein Leben. Er will nicht in einer Wasserwüste sterben und bereut die Reise: „Warum habe ich nicht einen vernünftigen eigenen Willen nach ruhiger Überlegung eingesetzt, der mich von dieser sinnlosen Fahrt bewahrt hätte? […] Ingigerd [ist] ihm jetzt gleichgültig“ und er denkt nur noch „im engsten Sinne“ an sich selbst. Als die Maschine wieder anspringt und das Schiff Fahrt aufnimmt, feiern die Passagiere beim Diner mit Tafelmusik ihre Rettung. Bald darauf kommt neuer Sturm auf und am Dienstag, dem 2. Februar, wird Kammacher vom Stuart mit dem Ruf „Gefahr“ geweckt. Die „Roland“ ist mit einem Wrack zusammengestoßen und dieses hat sich in seine Breitseite gebohrt. Der Wassereinbruch führt zu einer Schieflage des Schiffes. Während die Kapelle weiterspielt und die Mannschaft versucht, das Wasser aus den überfluteten Räumen zu pumpen, werden Rettungsboote ausgesetzt und Frauen und Kinder nach Steuerbord geführt. Kammacher hilft, Ingigerd in ein Boot zu bringen. An Deck spielen sich chaotische Szenen ab. Im Kampf ums Überleben werden aus den zivilisierten Reisenden Feinde. Mit Schlägereien kämpfen sie um einen Platz in einem der Boote. Einige von ihnen kippen und die im Meer treibenden Menschen klammern sich an die noch fahrtüchtigen Boote. Wegen der Gefahr des Kenterns werden sie mit Ruderschlägen abgewehrt und ertrinken. Aus Angst, vom Strudel der sinkenden „Roland“ in die Tiefe gezogen zu werden, rudert Kammacher sein Rettungsboot in eine sichere Distanz. Am Abend wird er mit 14 Personen, Ingigerd, der Schiffsarzt Wilhelm, Artur Stoß und sein Bursche Bulke, Frau Liebling mit ihren Kindern und dem Dienstmädchen Rosa, der Maler Fleischmann, einige Matrosen und der Steuermann, vom Frachtdampfer „Hamburg“ an Bord genommen und nach New York gebracht. Sie sind die einzigen Überlebenden der Schiffskatastrophe.

### New York
Als die 15 Überlebenden am 6. Februar in Hoboken ankommen, haben die Medien bereits die Schiffskatastrophe sensationell aufgemacht verbreitet und v. a. Kammacher als Retter einer jungen Tänzerin gelobt, und sie werden von Journalisten und Agenten begrüßt. Auch Kammacher wird, für ihn überraschend, erwartet: Willy Snyders, Sohn aus wohlhabenden Elternhaus, dem er während seiner Breslauer Studentenzeit Nachhilfeunterricht gab, hat seinen Namen in der Zeitung gelesen und bietet ihm und Ingigerd ein Quartier an.
Kammachers und Ingigerds Gastgeber wohnt mit drei Künstlern zusammen in einem Haus in der 107. Straße, das von einem deutsch-österreichischen Künstlerkreis gemietet worden ist. Ideengeber und Geschäftsführer der Gruppe ist der 28-jährige Bildhauer Bonifazius Ritter. Er hat sich auf den amerikanischen Kunstmarkt mit seinen Profitmöglichkeiten eingestellt und besorgt Aufträge, die seine Gruppe dann kunsthandwerklich ausführt. Sie erstellen gerade Modelle und Skizzen für dekorative Arbeiten zur Weltausstellung in Chicago. Er selbst hat einen großen Auftrag für einen Marmor-Schlossbau mit Gärten und Höfen auf Long Island, der von einem reichen amerikanischen Politikers, dem neuen Crassus oder Medici finanziert wird, und modelliert und skulptiert im Stil zwischen Griechen und Donatello an Brunnenfiguren und Friesen: Putti, tanzende Faune und Mänaden in Backchenzügen. Ritters Leben hat nach dem Abschied von der Heimat einen Knick bekommen und er hat sich in die amerikanische Gesellschaft integriert. Er präsentiert Kammacher stolz seine Aufträge, bei denen Erfolg und Verdienst harmonieren.
Ritters Lebensgefühl kontrastiert mit dem Kammachers, mit seiner hoffnungslosen Niedergeschlagenheit: „»Du hast dein Dasein versäumt! Deine Tage vertan! das Verlorene wirst du niemals einbringen!« Und die Stimme des Neids, der bitteren, vorwurfsvollen Anklage gegen irgendein namenloses höheres Wesen regt[-] sich und [will] wissen, warum dieses Wesen ihn, Friedrich, nicht beizeiten einen solchen Weg hatte einschlagen lassen.“ Er steht dem USA-Geschäftsmodell fremd gegenüber, die Nutzung der Situation, um möglichst viel Profit zu erzielen, wobei die Menschlichkeit zu kurz komme. Die Hochhäuser sieht er als Symbole dieses Wirtschaftssystems.

### Ingigerds Karriere
Kammacher sieht sich als Ingigerds neuer Vormund und möchte sie aus dem Varieté-Milieu herauslösen und an sich binden. Deshalb verteidigt er die Tänzerin gegen die Agenten von Webster und Forster. Diese wollen die aktuelle Popularität der aus Seenot geretteten Künstler nutzen und die Artisten noch am selben Abend auftreten lassen. Während Artur Stoß sofort Interviews gibt und schnell vor einem neugierigen, ihn feiernden Publikum auftreten will, fühlt sich Ingigerd dazu nicht in der Lage. Als die Agenten mit einer Konventionalstrafe drohen, weil Hahlström 1000 Dollar Vorschuss erhalten hat, erklärt ihnen Kammacher, sie sei krank, müsse den Schock über den Verlust des Vaters erst verarbeiten und brauche Ruhe. Ein zweiter Vorstoß der Agenten wird mit dem Hinweis auf den Jugendschutz, da Ingigerd noch nicht volljährig ist, abgewehrt.
Kammacher und Ingigerd werden in New York schnell miteinander intim, und er gerät in eine sexuelle Abhängigkeit von ihr. Als ihr Geliebter offenbart er sich ihr und macht den Vorschlag, zusammen zu leben: Sie hätten beide viel verloren, gemeinsam „die andere Seite des Daseins, den unaustilgbaren Abgrundschatten des Daseins gesehen“. Er sei „wund, innen wie außen“. Sie könnte „für einen Zerrissenen und Gepeitschten, heute Gierigen, morgen Übersättigten, der sich nach Ruhe, nach Frieden sehnt, die Ruhe, der Frieden sein.“ Sie solle, wie er, all das aufgeben, was bisher ihr Leben erfüllt hat. Das Schicksal habe sie zusammengeführt. Sie würden „beide ein neues Leben beginnen, schlicht und scheinlos und auf eine neue Basis gestellt, und als einfache Menschen leben und sterben.“ Er wolle sie auf seinen Händen tragen. Ingigerd gibt ihm keine klare Antwort und fragt ihn: „Kann ich denn wissen, was ich kann und was ich nicht kann und ob ich für das, was du willst und brauchst, geeignet bin?“ Sie habe ihn gern, aber „ob das Liebe ist, wie soll ich das wissen?“
Kammacher fühlt sich gedemütigt. Verstärkt wird sein Eindruck ihrer Eigenständigkeit noch, als er den Zeichner Franck in ihrem Zimmer antrifft. Aber er hat keine Kraft, sich von ihr zu lösen und lässt sich kurz darauf wieder von ihr verführen. Er versucht erneut, sie zu bewegen, mit ihm zu seinem Studienfreund, dem Arzt Peter Schmidt nach Meriden zu fahren. Dieser hat ihn, nachdem er durch die Zeitung von seiner Rettung erfahren und ihn in New York besucht hat, zu sich eingeladen, um sich in der Landstadt zu erholen, anstatt sich in New-York psychisch aufzureiben. Aber sie lehnt lachend ab.
Ingigerd hat inzwischen, trotz drohender Konventionalstrafen und der Rechtsunsicherheit gegenüber Webster und Forster von Direktor Lilienfeld vom Fifth-Avenue-Theater ein verlockendes Angebot und die Versicherung, der Vertrag ihres Vaters mit Webster sei rechtlich ungültig, erhalten und sich von ihm engagieren lassen. Doch während der Probe taucht Mr. Barry, der von Webster in einer Racheaktion informierte Präsident der „Society for the Prevention of Cruelty to Children“ auf und untersagt der minderjährigen Künstlerin den Auftritt. Ingigerd macht jetzt Kammacher den Vorwurf, sie davon abgehalten zu haben, wie Artur Stoß es vorgeschlagen hat, gleich am ersten Abend bei Webster und Forster aufzutreten, und verlangt von ihm, dass er sich bei Mr. Barry und dem Bürgermeister von New York dafür einsetzt, dass sie auftreten darf. Kammacher wird Zeuge der Verhandlung über Ingigerds Arbeitserlaubnis. Lilienfeld nutzt die ideologische Gegnerschaft des katholischen Bürgermeisters Ilroy und des Puritaners Barrys aus und präsentiert die Tänzerin als junge große Künstlerin von Ehre und Moral. Nach dem Urteil des Bürgermeisters wird das Auftrittsverbot für Ingigerd aufgehoben. Kammacher ist über den Ausgang der Verhandlung, obwohl er sie als Schmierenkomödie durchschaut, erleichtert, denn er wird dadurch von dem Vorwurf befreit, ihre Karriere zerstört zu haben, und fühlt sich nicht mehr für sie verantwortlich. Er begleitet sie nicht zu ihren Vorstellungen in Boston und bricht den Kontakt ab.

### Eva Burns
Zeitlich parallel zur Ingigerd-Beziehung ist Kammacher auf der Suche nach einem neuen Lebensinhalt. Er hat keine konkreten Zukunftspläne und denkt daran, vielleicht ein Buch zu schreiben. Als Jugendlicher hat er sich mit Malerei und Bildhauerei beschäftigt und beim Besuch von Ritters Atelier am Zentralpark schwärmt er von einer Vereinigung der „Kunst der alten Griechen […] mit dem ganz neuen und tiefen deutschen Geist.“ Er erzählt den Künstlern, dass er gerne eine Madonna, „die aber mit dem süßen Oval ihres holden Gesichtchen mehr noch das echte deutsche Gretchen“ sei, in deutschem Lindenholz schnitzeln und „wie das Leben selbst polychromieren […] und dann meinethalben zugrunde gehen“ würde.
In dieser Krisensituation, die durch seine Enttäuschung über die Entwicklung seiner Beziehung mit Ingigerd und seine Unfähigkeit, trotz der rationalen Analyse seiner Situation, sich von ihr zu lösen, verstärkt wird, lernt er Ritters etwa 25-jährige Schülerin Eva Burns kennen und findet bei der Bildhauerin die Ruhe und Geborgenheit, die er bei Ingigerd vergeblich sucht. Er klagt ihr sein schlechtes Gewissen, mit so wenigen Passagieren überlebt zu haben. Sie versucht ihn zu beruhigen, der Schöpfungsplan sei ohne ihn entworfen und durchgeführt worden: „Das Leben hinnehmen ist doch die einzige Kunst, deren Übung auf die Dauer wirklich nützlich ist.“ Kammacher legt ihr sein, wie er meint, komplett gescheitertes Leben vor: seinen beruflichen Karriereknick, seine Überforderung im familiären Bereich, die zunehmende Entfremdung von seiner psychisch kranken Frau, die ihn in einem Anfall geistiger Umnachtung mit der Schere erstechen und mit sich in den Tod nehmen wollte, und seine dämonisch-zerstörerische sexuelle Abhängigkeit von Ingigerd. Eva sieht für ihn nur eine Lösung, sich durch kreative Arbeit, z. B. als Bildhauer, eine Gegenwelt aufzubauen und sich dadurch seelisch zu stabilisieren. Er befolgt ihren Vorschlag und arbeitet in Ritters Atelier an einer Skulptur. Burns führt die Therapie weiter, indem sie Ingigerd porträtiert. Dabei studiert auch Kammacher die Züge seines Idols und entdeckt nicht nur unschöne Gesichtszüge, sondern auch „das Enge, Tüftelige ihres Charakters“. Kammacher hat in der Gegenwart der neuen Freundin ein „Gefühl von Ordnung und Sauberkeit“ und ihm gelingt nach der Entscheidung Ingigerds für ihre „öffentliche[-] Nacktprozedur“ im „Tingel-Tangel aller fünf Weltteile“ die Befreiung aus dem Zwangsapparat. Er zieht zu Peter Schmidt nach Meriden, wo der Freund für ihn ein Landhaus am Hanoversee gekauft hat, das er seine „Diogenestonne“ nennt. Dort will er in der Stille zu sich selbst kommen.

### Genesung
Zuerst unterstützt Kammacher das Arztehepaar Schmidt bei ihren Behandlungen, dann zieht er sich immer mehr in sein Haus zurück und fällt in eine Nervenkrise. In Halluzinationen sieht er Szenen aus seinem Elternhaus und vom Schiffsuntergang der „Roland“ und spricht mit den Personen. Er begegnet sich selbst im Traum. Mit Grauen und Hass, „Du oder Ich“ richten beide Revolver aufeinander. Als Eva Burns zu Besuch kommt, findet sie ihn bewusstlos in einem Zustand des Deliriums. Acht Tage lang schwebt er in Lebensgefahr. Eva pflegt ihn gesund und führt seinen Haushalt. In dieser Zeit erreicht sie die Mitteilung der Eltern Kammachers, dass sich seine Frau Angele im Sanatorium das Leben genommen hat. Nach Friedrichs Genesung sprechen er und Eva über ihre Zukunft. Sie möchte die Bildhauerei in New York abschließen und Ende des Jahres nach England zurückkehren. Er macht den Vorschlag, von seinem Vermögen ein Häuschen mit Atelier, vielleicht bei Florenz, zu kaufen und dort zusammen mit ihr und seinen drei Kindern das Leben in Ruhe zu genießen. Sie billigt seine Idee im Prinzip, sagt jedoch nicht zu. Zuerst will sie Mitte Mai nach England fahren, um vermögensrechtliche Dinge zu klären. Kammacher genießt den amerikanischen Frühling, unterstützt seinen Freund Schmidt wieder bei seinen Krankenbesuchen, wandert mit ihm durch die Gegend und spricht mit ihm über die Geschicke der Menschheit und über ihre Rückkehr aus dem geldorientierten Amerika ins werteorientierte Europa. Schmidt sieht diese Mußezeit nur als Übergang Kammachers zu neuer Aktivität und drängt seinen Freund, „künftig müsse es mit ihm wieder anders werden!“ Er begründet dies mit seiner Weltsicht: „Die Welt ist immer noch nicht viel mehr als eine Wildnis […] Es wird eine Weile dauern, bevor den Bau der Welt Philosophie zusammenhält. Kurz: wir haben noch viel zu tun, Friedrich“. Kammacher fühlt sich dazu nicht bereit, „[e]ine gewisse heitere Ruhe dämpft[-] jede allgemeine Hoffnung, jede allgemeine Befürchtung“: „Ich will vorläufig sehen, riechen, schmecken und mir das Recht des Daseins zusprechen. Der Ikarusflug ist für meinen augenblicklichen Zustand nichts. Ebensowenig, bei meiner neuerwachten, zärtlichen Liebe zum Oberflächlichen, wirst du mich jetzt zu mühsamem Bohren in die Tiefe bereit finden. Ich bin jetzt ein Bourgeois […] ich bin zunächst saturiert […] Ich will mal versuchen, mit dem auszukommen, was die Welt zu bieten imstande ist. Träume und Reflexionen will ich mir für die kommende Zeit soviel wie möglich abgewöhnen.“

### Heimkehr
Bevor Eva den Freund an einem Sonntag Anfang Mai in Meriden besucht, hat er bereits die Schiffsreise gebucht. Auch Peter Schmidt, der sich in der Naturlandschaft Connecticuts sehr wohl fühlt, hat sich wegen seiner heimwehkranken Frau Emmerenz zur Rückkehr nach Europa entschlossen. Nun trifft auch Eva ihre Entscheidung und sie und Kammacher verlassen gemeinsam mit der „Auguste Viktoria“ die USA. Ihre Hochzeitsnacht verbringen sie über den „Stätten des Grauens“, dem „Grab des Roland“. In Cuxhaven werden sie von Kammachers Eltern und seinen Kindern erwartet. „»Das ist Deutschland!« sagt[-] er. »Das ist Europa! Was tut’s, wenn wir nach diesen Stunden auch schließlich mal untergehen.«“

## Rezeption
Die Rezeption des seit April 1912 erschienenen „Atlantis“-Fortsetzungsromans steht von Anfang an unter dem Eindruck der Titanic-Katastrophe am 14. und 15. April und die Zeitgenossen schrieben dem Autor eine „mediale oder gar prophetische Gabe“ zu und bewunderten „den anscheinend vorausgeahnten und virtuos beschriebenen Schiffsuntergang“ als Symbol für den „drohenden Untergang brüchig gewordener Zivilisationsgemeinschaften“ und den Entwurf eines „konflikt- und gewaltfreien Gemeinwesens“ als „Mythentraum“.
Nach Lauterbach wurde bei dieser aktuellen Deutung die literarische Verarbeitung des „persönlichen Schiffbruchs“ des Autors vernachlässigt: 1894 entschloss sich Hauptmann, „entwurzelt, unbehaust“, zu einer überstürzten Amerika-Reise mit dem Dampfer „Elbe“, der in einen Sturm geriet und mit drei Tagen Verspätung sein Ziel New York erreichte. Bald darauf ging das Schiff unter. Grund der Reise war die Ehekrise mit seiner ersten Frau Marie Hauptmann. 1893 hatte Hauptmann eine Beziehung mit der 18-jährigen Schauspielerin Margarete Marschalk begonnen. Marie trennte sich vorübergehend von ihrem Mann und besuchte im Januar 1894 mit ihren drei Söhnen die befreundete Familie Ploetz in Meriden in den USA. Hauptmann reiste ihr im Mai nach und kehrte gemeinsam mit seiner Familie zurück. Doch bereits im September trennte sich das Paar und Hauptmann setzte die Beziehung zu seiner Geliebten fort. Dass der Autor seine Amerikareise als Vorlage für den 1892 spielenden Roman genutzt hat, sieht man daran, dass nicht nur die Konfliktsituation übernommen wurde, sondern dass auch viele Figuren unter den Passagieren, der Schiffsmannschaft und auch den New-Yorker Künstlern reale Vorbilder mit kaum veränderten Namen haben.

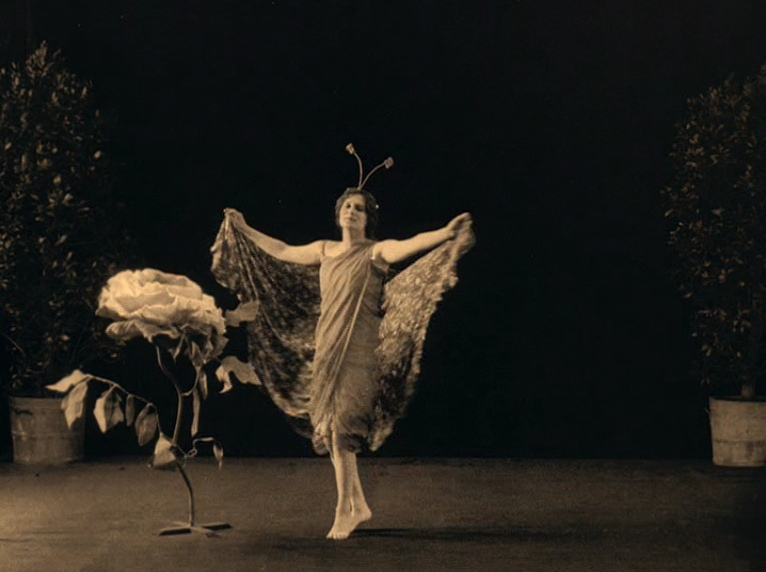
Ida Orloff als Ingigerd Hahlstöm (im dänischen Stummfilm von 1913)

Hauptmanns Beziehungskrise wiederholte sich 1905, als er mit Margarethe in zweiter Ehe verheiratet war, und er 1905/1906 mit der 16-jährigen Schauspielerin und Tänzerin Ida Orloff eine Affäre hatte. 1909, mit Beginn des „Atlantis“-Romans, war diese Liaison Vergangenheit und Ida Orloff spielte 1913 im Stummfilm die Rolle der Ingigerd. Wie in anderen literarischen Werken stellt der Autor seine Frauenbeziehungen und Ehekrisen auch in „Phantom“ und „Atlantis“ an literarischen Kontrastfiguren dar. Die Beschreibung Ida Orloffs in Hauptmanns Tagebuch wird auch für Ingigerd eingesetzt. Dabei spaltet der Autor seine Faszination von Mädchenfrauen auf in eine platonische und sexuelle Liebe. Nach Lauterbach machte der junge Hauptmann die bestürzende Erfahrung, dass die „»Jungfrau immaculata«, dieses betörende reine Kind, diese Heilige, sich als ein Wesen ganz anderer Art entpuppte, als ein von seinen Trieben beherrschter »gefallener Engel«, der »keinem Manne, alt oder jung, arm oder reich, zerlumpt oder geschniegelt, dumm oder genial, wenn er nur winkt, widerstehen konnte« […] Als könnte er es nicht verwinden, dass er bei der ersten Begegnung Reinheit, Keuschheit, Unschuld und Einfalt auf diesen Lolita-gleichen Teenager, diese fragile Lilith projiziert hatte, machte Kammacher immer neue und immer verzweifeltere Anstrengungen, Ingigerd zu ihrer oder seiner Errettung zu bessern und aus dem Tingel-Tangel Betrieb mit den vielen Verehrern und Rivalen zu lösen. Noch in der Idee, in Ritters Atelier eine Madonnenfigur zu schnitzen, zeigt sich die frühere Idolisierung Ingigerds als unberührtes Mädchen. Die Heilung von ihrem sinnlichen Fluidum und ihrer zerstörerischen Sexualität erreicht Kammacher nur durch die mütterliche, lebenskräftige und alltagstaugliche Komplementärfigur der Eva Burns, die schon vom Äußeren her an die junge Marie Thienemann erinnert und die Kammacher Halt und Schutz im Glück natürlicher Kameradschaftlichkeit bietet.“
Lauterbach weist in seinem Nachwort auf die unterschiedliche Rezeption des Autors in der Bundesrepublik und der DDR hin: einerseits die Betonung der Bindung Hauptmanns an das 19. Jh. und seine Charakterisierung als orientierungsloser Repräsentant des bürgerlichen Geistes, andererseits seine Kritik der preußisch-deutschen Gesellschaft und seine Prophezeiung ihres Zusammenbruchs. Die gesellschaftskritischen Interpretationen verweisen v. a. auf die Untergangssymbolik. Der „Schiffsuntergang habe die Funktion einer Objektivierung der Gesellschaftskrise und ihrer gewaltsamen Auflösung“ (Karl Emmerich). Das Atlantis-Symbol bedeute „den Untergang, das Versinken einer ganzen damaligen Gesellschaft und vor allem der gesellschaftlichen Oberschicht“ (Hans Mayer.). „Der Untergang des Schiffes [sei] danach ein dichterisches Gleichnis für den Verfall dieser Gesellschaft, für ihren historisch notwendigen Untergang“ (Rolf Rohmer). Demgegenüber betont Lauterbach, dass „Atlantis“ nicht nur ein Gesellschaftsroman, sondern auch ein Entwicklungsroman ist. Dies zeige auch die Konzeption des zweiteiligen Werks: Die von der Literaturkritik bemängelte Uneinheitlichkeit des Romans durch die Zäsur in New York geht auf Hauptmanns Konzeption zurück, einen zweiteiligen Roman mit dem Arbeitstitel „Die Insel“ zu schreiben und den ersten Teil „Zwei Meere“ und den zweiten „Die Umwandlung“ zu nennen. Lauterbach nimmt den Autor gegenüber den Kritikern in Schutz: sie hätten „die New Yorker Kunst- und Kommerzszenen nicht als Satyrspiel nach der Tragödie, als Intermezzo zwischen der äußeren und der inneren Errettung“ erkannt.

## Adaptionen
- Dänischer Stummfilm Atlantis (1913)
- Lesung von Jan Koester, Audio-CD (600 Min.) Medienverlag Kohfeldt Hierax Medien 2021
- Lesung von Margaret Espaillatin in engl. Sprache. Internet Archive[27]